# Трновська Вас
Трновська Вас (словен. Trnovska vas) — поселення в общині Трновська Вас, Подравський регіон‎, Словенія.